# Gaasp
Le Gaasp est une petite rivière néerlandaise de la Hollande-Septentrionale.
Le Gaasp coule entre les localités de Driemond et de Diemen, à l'est du quartier amstellodamois du Bijlmermeer. La rivière est située à l'ouest du Canal d'Amsterdam au Rhin. Le Gaasp relie le Gein au Diem.
De nos jours, les eaux du Gaasp stagnent pratiquement. À l'origine, ce cours d'eau fut une partie de l'énorme marais hollandais. L'eau de pluie passait du Gein via le Gaasp au Diem, qui se jetait dans la Zuiderzee. Plus tard on a creusé le Weespertrekvaart pour rendre possible le passage du Gaasp à l'Amstel sans passer par la mer intérieure. Plus récemment, le Canal d'Amsterdam au Rhin a coupé en deux le Diem, ce qui fait qu'aujourd'hui, le Gaasp se jette - en passant par un petit tronçon du Diem historique - dans ce canal.
Dans la proximité du Gaasp se trouve le lac du Gaasperplas.

## Source
- (nl) Cet article est partiellement ou en totalité issu de l’article de Wikipédia en néerlandais intitulé « Gaasp (rivier) » (voir la liste des auteurs).